# Philagra fusca
Philagra fusca är en insektsart som beskrevs av Victor Lallemand 1927. Philagra fusca ingår i släktet Philagra och familjen spottstritar. Inga underarter finns listade i Catalogue of Life.